# Valmen
Valmen är en sjö i Härjedalens kommun i Härjedalen och ingår i Ljusnans huvudavrinningsområde. Sjön har en area på 0,547 kvadratkilometer och ligger 750,1 meter över havet. Sjön avvattnas av vattendraget Övre Mysklan.

## Delavrinningsområde
Valmen ingår i det delavrinningsområde (692023-133722) som SMHI kallar för Utloppet av Valmen. Medelhöjden är 760 meter över havet och ytan är 4,27 kvadratkilometer. Räknas de 46 avrinningsområdena uppströms in blir den ackumulerade arean 221,02 kvadratkilometer. Mysklan (Övre Mysklan) som avvattnar avrinningsområdet har biflödesordning 2, vilket innebär att vattnet flödar genom totalt 2 vattendrag innan det når havet efter 386 kilometer. Avrinningsområdet består mestadels av skog (33 procent) och sankmarker (52 procent). Avrinningsområdet har 0,55 kvadratkilometer vattenytor vilket ger det en sjöprocent på 12,8 procent.